# Élections municipales de 2017 à New York
Les élections municipales de 2017 à New York se tiennent le 7 novembre 2017 afin d'élire le maire de la ville et les conseillers municipaux. Bill de Blasio, le maire sortant est rééligible. Ce dernier est d'ailleurs candidat aux primaires démocrates, qu'il remporte.

## Élection du maire

### Sondages

#### Candidats Blasio-Malliotakis-Albanese-Dietl
| Source                | Date                          | Échantillon | Marge d'erreur | Bill de Blasio (D) | Nicole Malliotakis (R) | Sal Albanese (RF) | Bo Dietl (I) | Autres | Indécis |
| --------------------- | ----------------------------- | ----------- | -------------- | ------------------ | ---------------------- | ----------------- | ------------ | ------ | ------- |
| NY1/Baruch College    | 20-27 octobre 2017            | 800 LV      | ± 4.5 %        | 49 %               | 16 %                   | 2 %               | 3 %          | -      | 20 %    |
| WNBC/Marist           | 3-4 octobre 2017              | 428 LV      | ± 4.7 %        | 58 %               | 16 %                   | 5 %               | 5 %          | 2 %    | 15 %    |
| WNBC/Marist           | 3-4 octobre 2017              | 857 RV      | ± 3.3 %        | 55 %               | 15 %                   | 5 %               | 5 %          | 3 %    | 17 %    |
| Quinnipiac University | 27 septembre - 4 octobre 2017 | 731 LV      | ± 4.7 %        | 61 %               | 17 %                   | 8 %               | 6 %          | 1 %    | 8 %     |
| WNBC/Marist           | 13-17 septembre 2017          | 451 LV      | ± 4.6 %        | 65 %               | 18 %                   | -                 | 8 %          | 2 %    | 7 %     |
| WNBC/Marist           | 13-17 septembre 2017          | 898 RV      | ± 3.3 %        | 62 %               | 18 %                   | -                 | 9 %          | 2 %    | 9 %     |
| Quinnipiac University | 20-26 juillet 2017            | 877         | ± 4.1 %        | 52 %               | 15 %                   | -                 | 11 %         | 2 %    | 16 %    |
| Quinnipiac University | 20-26 juillet 2017            | 877         | ± 4.1 %        | 57 %               | 22 %                   | -                 | -            | 4 %    | 13 %    |
| Quinnipiac University | 10-16 mai 2017                | 1 019       | ± 3.1 %        | 64 %               | 21 %                   | -                 | -            | 1 %    | 10 %    |

#### Candidats Blasio-Massey
| Source                | Date               | Échantillon | Marge d'erreur | Bill de Blasio (D) | Paul Massey (R) | Autres | Indécis |
| --------------------- | ------------------ | ----------- | -------------- | ------------------ | --------------- | ------ | ------- |
| Quinnipiac University | 10-16 mai 2017     | 1 019       | ± 4.1 %        | 63 %               | 21 %            | 1 %    | 12 %    |
| Quinnipiac University | 23-27 février 2017 | 1 001       | ± 3.1 %        | 59 %               | 25 %            | 2 %    | 12 %    |

### Résultats
| Candidat | Candidat           | Parti politique                           | Votes   | %     |
| -------- | ------------------ | ----------------------------------------- | ------- | ----- |
|          | Bill de Blasio     | Parti démocrate                           | 681 913 | 62,11 |
|          | Bill de Blasio     | Working Families Party                    | 44 448  | 4,05  |
|          | Nicole Malliotakis | Parti républicain                         | 263 317 | 23,98 |
|          | Nicole Malliotakis | Parti conservateur de New York            | 35 389  | 3,22  |
|          | Nicole Malliotakis | Stop De Blasio                            | 5 036   | 0,46  |
|          | Sal Albanese       | Parti de la réforme de l'État de New York | 22 891  | 2,09  |
|          | Akeem Browder      | Parti vert                                | 15 763  | 1,44  |
|          | Mike Tolkin        | Smart Cities                              | 10 762  | 0,98  |
|          | Bo Dietl           | Dump the Mayor                            | 10 592  | 0,96  |
|          | Aaron Commey       | Parti libertarien                         | 2 635   | 0,24  |

## Élection des présidents desBoroughs
| Borough       | Sortant         | Parti | Parti       | Élu             | Parti | Parti       |
| ------------- | --------------- | ----- | ----------- | --------------- | ----- | ----------- |
| Bronx         | Rubén Diaz      |       | Démocrate   | Rubén Diaz      |       | Démocrate   |
| Brooklyn      | Eric Adams      |       | Démocrate   | Eric Adams      |       | Démocrate   |
| Manhattan     | Gale Brewer     |       | Démocrate   | Gale Brewer     |       | Démocrate   |
| Queens        | Melinda R. Katz |       | Démocrate   | Melinda R. Katz |       | Démocrate   |
| Staten Island | James S. Oddo   |       | Républicain | James S. Oddo   |       | Républicain |

## Élection du conseil municipal
| District | Sortant               | Parti | Parti       | Élu                  | Parti | Parti       |
| -------- | --------------------- | ----- | ----------- | -------------------- | ----- | ----------- |
| 1er      | Margaret Chin         |       | Démocrate   | Margaret Chin        |       | Démocrate   |
| 2e       | Rosie Mendez          |       | Démocrate   | Carlina Rivera       |       | Démocrate   |
| 3e       | Corey Johnson         |       | Démocrate   | Corey Johnson        |       | Démocrate   |
| 4e       | Daniel Garodnick      |       | Démocrate   | Keith Powers         |       | Démocrate   |
| 5e       | Benjamin Kallos       |       | Démocrate   | Benjamin Kallos      |       | Démocrate   |
| 6e       | Helen Rosenthal       |       | Démocrate   | Helen Rosenthal      |       | Démocrate   |
| 7e       | Mark D. Levine        |       | Démocrate   | Mark D. Levine       |       | Démocrate   |
| 8e       | Melissa Mark-Viverito |       | Démocrate   | Diana Ayala          |       | Démocrate   |
| 9e       | Bill Perkins          |       | Démocrate   | Bill Perkins         |       | Démocrate   |
| 10e      | Ydanis Rodríguez      |       | Démocrate   | Ydanis Rodríguez     |       | Démocrate   |
| 11e      | Andrew Cohen          |       | Démocrate   | Andrew Cohen         |       | Démocrate   |
| 12e      | Andy King             |       | Démocrate   | Andy King            |       | Démocrate   |
| 13e      | James Vacca           |       | Démocrate   | Mark Gjonaj          |       | Démocrate   |
| 14e      | Fernando Cabrera      |       | Démocrate   | Fernando Cabrera     |       | Démocrate   |
| 15e      | Ritchie Torres        |       | Démocrate   | Ritchie Torres       |       | Démocrate   |
| 16e      | Vanessa Gibson        |       | Démocrate   | Vanessa Gibson       |       | Démocrate   |
| 17e      | Rafael Salamanca      |       | Démocrate   | Rafael Salamanca     |       | Démocrate   |
| 18e      | Annabel Palma         |       | Démocrate   | Ruben Diaz           |       | Démocrate   |
| 19e      | Paul Vallone          |       | Démocrate   | Paul Vallone         |       | Démocrate   |
| 20e      | Peter Koo             |       | Démocrate   | Peter Koo            |       | Démocrate   |
| 21e      | Julissa Ferreras      |       | Démocrate   | Francisco Moya       |       | Démocrate   |
| 22e      | Costa Constantinides  |       | Démocrate   | Costa Constantinides |       | Démocrate   |
| 23e      | Barry Grodenchik      |       | Démocrate   | Barry Grodenchik     |       | Démocrate   |
| 24e      | Rory Lancman          |       | Démocrate   | Rory Lancman         |       | Démocrate   |
| 25e      | Daniel Dromm          |       | Démocrate   | Daniel Dromm         |       | Démocrate   |
| 26e      | James Van Bramer      |       | Démocrate   | James Van Bramer     |       | Démocrate   |
| 27e      | Daneek Miller         |       | Démocrate   | Daneek Miller        |       | Démocrate   |
| 28e      | Vacant                |       | Démocrate   | Adrienne Adams       |       | Démocrate   |
| 29e      | Karen Koslowitz       |       | Démocrate   | Karen Koslowitz      |       | Démocrate   |
| 30e      | Elizabeth Crowley     |       | Démocrate   | Robert Holden        |       | Républicain |
| 31e      | Donovan Richards      |       | Démocrate   | Donovan Richards     |       | Démocrate   |
| 32e      | Eric Ulrich           |       | Républicain | Eric Ulrich          |       | Républicain |
| 33e      | Stephen Levin         |       | Démocrate   | Stephen Levin        |       | Démocrate   |
| 34e      | Antonio Reynoso       |       | Démocrate   | Antonio Reynoso      |       | Démocrate   |
| 35e      | Laurie Cumbo          |       | Démocrate   | Laurie Cumbo         |       | Démocrate   |
| 36e      | Robert Cornegy, Jr.   |       | Démocrate   | Robert Cornegy, Jr.  |       | Démocrate   |
| 37e      | Rafael Espinal        |       | Démocrate   | Rafael Espinal       |       | Démocrate   |
| 38e      | Carlos Menchaca       |       | Démocrate   | Carlos Menchaca      |       | Démocrate   |
| 39e      | Brad Lander           |       | Démocrate   | Brad Lander          |       | Démocrate   |
| 40e      | Mathieu Eugene        |       | Démocrate   | Mathieu Eugene       |       | Démocrate   |
| 41e      | Darlene Mealy         |       | Démocrate   | Alicka Ampry-Samuel  |       | Démocrate   |
| 42e      | Inez Barron           |       | Démocrate   | Inez Barron          |       | Démocrate   |
| 43e      | Vincent J. Gentile    |       | Démocrate   | Justin Brannan       |       | Démocrate   |
| 44e      | David G. Greenfield   |       | Démocrate   | Kalman Yeger         |       | Démocrate   |
| 45e      | Jumaane Williams      |       | Démocrate   | Jumaane Williams     |       | Démocrate   |
| 46e      | Alan Maisel           |       | Démocrate   | Alan Maisel          |       | Démocrate   |
| 47e      | Mark Treyger          |       | Démocrate   | Mark Treyger         |       | Démocrate   |
| 48e      | Chaim Deutsch         |       | Démocrate   | Chaim Deutsch        |       | Démocrate   |
| 49e      | Deborah Rose          |       | Démocrate   | Deborah Rose         |       | Démocrate   |
| 50e      | Steven Matteo         |       | Républicain | Steven Matteo        |       | Républicain |
| 51e      | Joseph Borelli        |       | Républicain | Joseph Borelli       |       | Républicain |